# Ammut
Ammut (ˁm-mwt) vagy Ammit mitikus alvilági lény az ókori egyiptomi vallásban. Nőnemű démon, aki az egyiptomiak által legveszélyesebbnek tartott állatok egyvelege: krokodilfejű, nyaka és sörénye az oroszláné, hátsó része vízilóé. Egy feltételezés szerint az, hogy vízi és szárazföldi állatok alkotják, azt is jelenti, hogy sehová nincs menekvés Ammut elől. Neve szívfalót, felfalót, elnyelőt jelent.
Szinte kizárólag temetkezési papiruszokon maradt fenn ábrázolása. Ezeken a mérleg mellett ábrázolják, melyen hitük szerint az elhunyt szívét megmérték. A mérleg másik serpenyőjében Maatnak, az igazság istennőjének tolla volt; ha egyensúlyban volt a kettő, az elhunyt átjutott a túlvilágra, de ha a szívet lehúzta az elkövetett bűnök súlya, Ammut felfalta a szívét. Ammutnak kultusza nem volt; bár nevét helyenként az isteneknek járó determinatívummal írták, inkább démonnak tekintették.

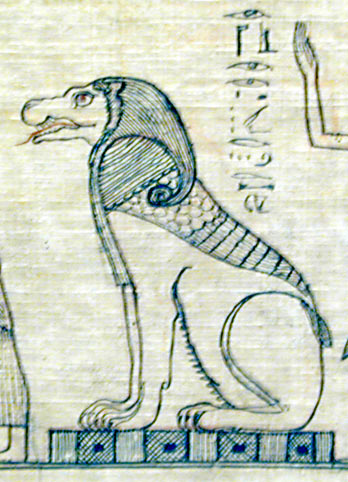
Ammut képe későkori papiruszon
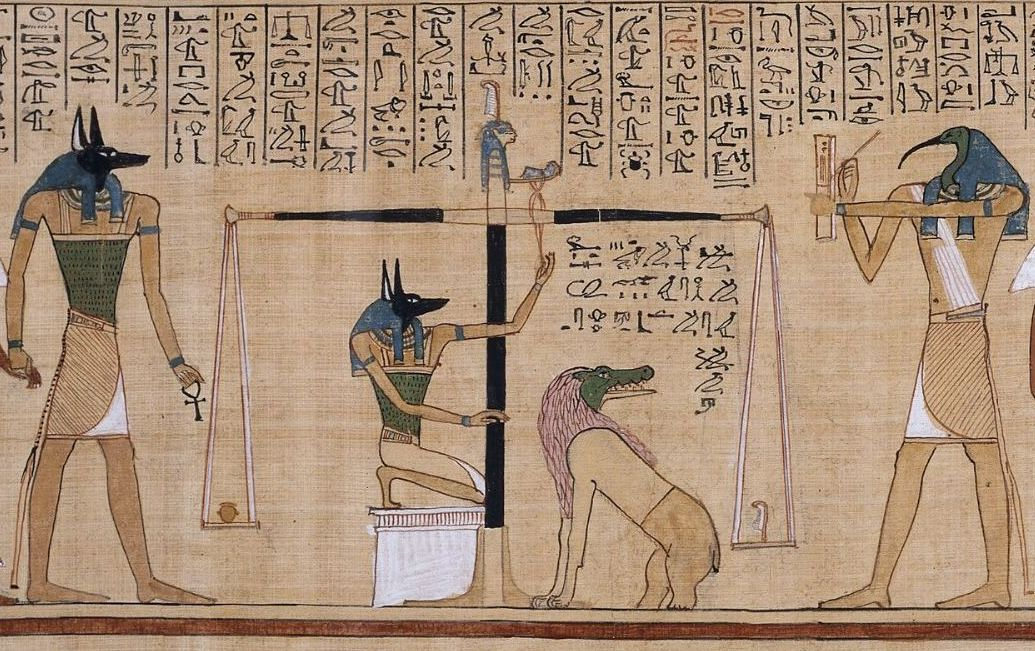
Részlet Hunefer papiruszából: a szív megmérettetése, Anubisz és Ammut. Thot, az írnokisten jegyzi fel az eredményt.